# Sedam sekretara SKOJ-a
Sedam sekretara SKOJ-a naziv je za sedmoricu jugoslavenskih komunista koji su između 1920. i 1930. godine bili sekretari, odnosno vodili Savez komunističke omladine Jugoslavije (SKOJ), podmladak tada ilegalne Komunističke partije Jugoslavije. Svi su umrli mladi, za vrijeme Šestosiječanjske diktature - bilo u oružanim sukobima s policijom Kraljevine Jugoslavije, bilo zbog mučenja. Zbog toga su stekli status mučenika među jugoslavenskim komunistima, a poslije Drugog svjetskog rata su ih vlasti FNRJ pokopale u Grobnici narodnih heroja u Zagrebu. Po njima je nazvana jedna od najprestižnijih nagrada u komunističkoj Jugoslaviji, a njihova je sudbina bila predmet i televizijske serije snimljene 1981. godine.
Sedam sekretara SKOJ-a su bili:
- Josip Debeljak 1902. – 1931.
- Josip Kolumbo 1905. – 1930.
- Pavle Paja Marganović 1904. – 1929.
- Janko Mišić 1900. – 1929.
- Mijo Oreški 1905. – 1929.
- Pero Popović Aga 1905. – 1930.
- Zlatko Šnajder 1903. – 1931.

Tokom staljinističkih čistki 1930-ih stradalo je još nekoliko sekretara SKOJ-a (Grgur Vujović, Vilim Horvaj, Nikola Kotur), ali oni nisu stekli sličan status mučenika u SFR Jugoslaviji.